# Ladies Championship Gstaad
A Ladies Open Lausanne egy professzionális női tenisztorna, amely 1899−1986 között Swiss Open, 1986−1994 között European Open néven Svájc különböző városaiban került megrendezésre, majd 21 év szünet után 2016-ban került be újra a WTA versenynaptárába, az addig Bad Gasteinben rendezett verseny helyett 2016–2018 között Ladies Championship Gstaad néven. Helyszíne 2016-2018 között Gstaadban a Roy Emerson Arena, 2019-ben Lausanne-ban rendezték meg. Ekkor lett a torna elnevezése Ladies Open Lausanne.
A verseny WTA International kategóriájú, a mérkőzésekre szabad téren, vörös salakos pályán kerül sor. Az egyéni főtáblára 32 játékos kerül, párosban 16 páros indulhat. A verseny összdíjazása 250 000 amerikai dollár, amelyből az egyéni győztes 43 000, a páros győztes 12 300 dollárban részesül. A győztesek egyéniben és párosban is 280 ranglistapontot szereznek.
A verseny hosszú szüneteltetése utáni első győztese 2016-ban a svájci Viktorija Golubic volt.

## A verseny története
A verseny nagy hagyományokra tekint vissza. Első alkalommal 1899-ben rendezték meg. Swiss Open néven 1986-ig futott, ekkor változtatták meg a nevét European Openre. Helyszíne 1978-ig Gstaad, 1981−1986 között Lugano, 1987−1991 között Genf, 1992−1994 között Luzern volt. 1995−2015 között nem rendezték meg, 2016-ban került be a versenynaptárba Gstaad helyszínnel. Ezzel 2008 után lett ismét WTA-torna színhely Svájc.
A korábbi versenykategóriák szerint 1988−1989-ben TIER V, 1990−1992 között TIER IV, 1993−1994-ben TIER III kategóriájú volt. 2016-ban WTA International kategóriába került besorolásra.

## Az eddigi döntők eredményei

### Egyéni
| Helyszín | Év        | Győztes                                        | Döntős                                         | Eredmény                                       |
| -------- | --------- | ---------------------------------------------- | ---------------------------------------------- | ---------------------------------------------- |
| Gstaad   | 1969      | Françoise Dürr                                 | Rosie Casals                                   | 6–4, 4–6, 6–2                                  |
| Gstaad   | 1970      | Rosie Casals                                   | Françoise Dürr                                 | 6–2, 5–7, 6–2                                  |
| Gstaad   | 1971      | Françoise Dürr (2)                             | Lesley Hunt                                    | 6–3, 6–3                                       |
| Gstaad   | 1972      | Kazuko Sawamatsu                               | Pam Teeguarden                                 | 6–3, 4–6, 6–2                                  |
| Gstaad   | 1973      | Nem rendezték meg                              | Nem rendezték meg                              | Nem rendezték meg                              |
| Gstaad   | 1974      | Helga Schultze                                 | Lea Pericoli                                   | 4–6, 6–4, 6–3                                  |
| Gstaad   | 1975      | Glynis Coles                                   | Linky Boshoff                                  | 9–7, 2–6, 8–6                                  |
| Gstaad   | 1976      | Michèle Gurdal                                 | Gail Sherriff                                  | 4–6, 6–2, 6–3                                  |
| Gstaad   | 1977      | Lesley Hunt                                    | Helen Gourlay                                  | 4–6, 7–5, 6–1                                  |
| Gstaad   | 1978      | Virginia Ruzici                                | Petra Delhees                                  | 6–2, 6–2                                       |
| Gstaad   | 1979–80   | Nem rendezték meg                              | Nem rendezték meg                              | Nem rendezték meg                              |
| Lugano   | 1981      | Chris Evert                                    | Virginia Ruzici                                | 6–1, 6–1                                       |
| Lugano   | 1982      | Chris Evert (2)                                | Temesvári Andrea                               | 6–0, 6–3                                       |
| Lugano   | 1983      | A harmadik kör után eső miatt félbeszakították | A harmadik kör után eső miatt félbeszakították | A harmadik kör után eső miatt félbeszakították |
| Lugano   | 1984      | Manuela Maleeva                                | Iva Budařová                                   | 6–1, 6–1                                       |
| Lugano   | 1985      | Bonnie Gadusek                                 | Manuela Maleeva                                | 6–2, 6–2                                       |
| Lugano   | 1986      | Raffaella Reggi                                | Manuela Maleeva                                | 5–7, 6–3, 7–6(6)                               |
| Genf     | 1987      | Chris Evert (3)                                | Manuela Maleeva                                | 6–3, 4–6, 6–2                                  |
| Genf     | 1988      | Barbara Paulus                                 | Lori McNeil                                    | 6–4, 5–7, 6–1                                  |
| Genf     | 1989      | Manuela Maleeva-Fragniere (2)                  | Conchita Martínez                              | 6–4, 6–0                                       |
| Genf     | 1990      | Barbara Paulus (2)                             | Helen Kelesi                                   | 2–6, 7–5, 7–6(3)                               |
| Genf     | 1991      | Manuela Maleeva-Fragniere (3)                  | Helen Kelesi                                   | 6–3, 3–6, 6–3                                  |
| Luzern   | 1992      | Amy Frazier                                    | Radka Zrubáková                                | 6–4, 4–6, 7–5                                  |
| Luzern   | 1993      | Lindsay Davenport                              | Nicole Bradtke                                 | 6–1, 4–6, 6–2                                  |
| Luzern   | 1994      | Lindsay Davenport (2)                          | Lisa Raymond                                   | 7–6(3), 6–4                                    |
| Luzern   | 1995–2015 | Nem rendezték meg                              | Nem rendezték meg                              | Nem rendezték meg                              |
| Gstaad   | 2016      | Viktorija Golubic                              | Kiki Bertens                                   | 4–6, 6–3, 6–4                                  |
| Gstaad   | 2017      | Kiki Bertens                                   | Anett Kontaveit                                | 6–4, 3–6, 6–1                                  |
| Gstaad   | 2018      | Alizé Cornet                                   | Mandy Minella                                  | 6–4, 7–6(6)                                    |
| Lausanne | 2019      | Fiona Ferro                                    | Alizé Cornet                                   | 6–1, 2–6, 6–1                                  |
| Lausanne | 2020      | Elmaradt a koronavírus-járvány miatt           | Elmaradt a koronavírus-járvány miatt           | Elmaradt a koronavírus-járvány miatt           |
| Lausanne | 2021      | Tamara Zidanšek                                | Clara Burel                                    | 4–6, 7–6(5), 6–1                               |
| Lausanne | 2022      | Petra Martić                                   | Olga Danilović                                 | 6–4, 6–2                                       |
| Lausanne | 2023      | Elisabetta Cocciaretto                         | Clara Burel                                    | 7–5, 4–6, 6–4                                  |

### Páros
| Helyszín | Év        | Győztes                                    | Döntős                                     | Eredmény                                   |
| -------- | --------- | ------------------------------------------ | ------------------------------------------ | ------------------------------------------ |
| Gstaad   | 1971      | Brenda Kirk Laura Rossouw                  | Françoise Dürr Lea Pericoli                | 8–6, 6–3                                   |
| Gstaad   | 1972–73   | Nem rendezték meg                          | Nem rendezték meg                          | Nem rendezték meg                          |
| Gstaad   | 1974      | Helga Schultze Lea Pericoli                | Kayoko Fukuoka Michelle Rodriguez          | 6–2, 6–0                                   |
| Gstaad   | 1975      | Nem rendezték meg                          | Nem rendezték meg                          | Nem rendezték meg                          |
| Gstaad   | 1976      | Betsy Nagelsen Wendy Turnbull              | Brigitte Cuypers Annette Van Zyl           | 6–4, 6–4                                   |
| Gstaad   | 1977      | Helen Gourlay Rayni Fox                    | Mary Carillo Lesley Hunt                   | 6–0, 6–4                                   |
| Gstaad   | 1978–80   | Nem rendezték meg                          | Nem rendezték meg                          | Nem rendezték meg                          |
| Lugano   | 1981      | Rosalyn Fairbank Tanya Harford             | Candy Reynolds Paula Smith                 | 2–6, 6–1, 6–4                              |
| Lugano   | 1982      | Candy Reynolds Paula Smith                 | Joanne Russell Virginia Ruzici             | 6–2, 6–4                                   |
| Lugano   | 1983      | Christiane Jolissaint Marcella Mesker      | Petra Delhees Pat Medrado                  | 6–2, 3–6, 7–5                              |
| Lugano   | 1984      | Christiane Jolissaint Marcella Mesker      | Iva Budařová Marcela Skuherska             | 6–4, 6–3                                   |
| Lugano   | 1985      | Bonnie Gadusek Helena Suková               | Bettina Bunge Eva Pfaff                    | 6–2, 6–4                                   |
| Lugano   | 1986      | Elise Burgin Betsy Nagelsen                | Jenny Byrne Janine Thompson                | 6–2, 6–3                                   |
| Genf     | 1987      | Betsy Nagelsen Elizabeth Smylie            | Laura Gildemeister Catherine Tanvier       | 4–6, 6–4, 6–3                              |
| Genf     | 1988      | Christiane Jolissaint Dianne Van Rensburg  | Maria Lindström Claudia Porwik             | 6–1, 6–3                                   |
| Genf     | 1989      | Katrina Adams Lori McNeil                  | Larisa Neiland Natasa Zvereva              | 2–6, 6–3, 6–4                              |
| Genf     | 1990      | Louise Field Dianne Van Rensburg           | Elise Burgin Betsy Nagelsen                | 5–7, 7–6(2), 7–5                           |
| Genf     | 1991      | Nicole Bradtke Elizabeth Smylie            | Cathy Caverzasio Manuela Maleeva-Fragniere | 6–1, 6–2                                   |
| Luzern   | 1992      | Amy Frazier Elna Reinach                   | Karina Habšudová Marianne Werdel           | 7–5, 6–2                                   |
| Luzern   | 1993      | Mary Joe Fernández Helena Suková           | Lindsay Davenport Marianne Werdel          | 6–2, 6–4                                   |
| Luzern   | 1994      | A negyeddöntő után eső miatt félbeszakítva | A negyeddöntő után eső miatt félbeszakítva | A negyeddöntő után eső miatt félbeszakítva |
| Luzern   | 1995–2015 | Nem rendezték meg                          | Nem rendezték meg                          | Nem rendezték meg                          |
| Gstaad   | 2016      | Lara Arruabarrena Xenia Knoll              | Annika Beck Jevgenyija Rogyina             | 6–1, 3–6, [10–8]                           |
| Gstaad   | 2017      | Kiki Bertens Johanna Larsson               | Viktorija Golubic Nina Stojanović          | 7–6(4), 4–6, [10–7]                        |
| Gstaad   | 2018      | Alexa Guarachi Desirae Krawczyk            | Lara Arruabarrena Bacsinszky Tímea         | 4–6, 6–4, [10–6]                           |
| Lausanne | 2019      | Anasztaszija Potapova Jana Szizikova       | Monique Adamczak Han Hszin-jün             | 6–2, 6–4                                   |
| Lausanne | 2020      | Elmaradt a koronavírus-járvány miatt       | Elmaradt a koronavírus-járvány miatt       | Elmaradt a koronavírus-járvány miatt       |
| Lausanne | 2021      | Susan Bandecchi Simona Waltert             | Ulrikke Eikeri Valendíni Gramatikopúlu     | 6–3, 6–7(3), [10–5]                        |
| Lausanne | 2022      | Olga Danilović Kristina Mladenovic         | Ulrikke Eikeri Tamara Zidanšek             | játék nélkül                               |
| Lausanne | 2023      | Bondár Anna Diane Perry                    | Amina Ansba Anastasia Dețiuc               | 6–2, 6–1                                   |